# Tomasz Kucharski
Tomasz Bogusław Kucharski (Gorzów Wielkopolski; 16 de fevereiro de 1974) é um remador polonês, campeão olímpico.

## Carreira
Tomasz Kucharski competiu no skiff duplo leve 2000,  2004 ela conquistou a medalha de ouro com Robert Sycz.